# Demetrio Alonso Castrillo
Demetrio Alonso Castrillo (Valderas, 22 de diciembre de 1841-Madrid, 30 de noviembre de 1916) fue un abogado y político español, ministro de la Gobernación durante el reinado de Alfonso XIII
Miembro del Partido Liberal, participará en las sucesivas elecciones celebradas entre 1881 y 1905 obteniendo acta de diputado en el Congreso por el distrito de Valencia de Don Juan (León), siendo nombrado en 1905 senador vitalicio. Entre 1887 y 1890 fue director general de Propiedades y Derechos del Estado.
Fue ministro de la Gobernación entre el 2 de enero y el 3 de abril de 1911 en un gabinete que presidió Canalejas.